# Eberhard Weber
Eberhard Weber (Estugarda, 22 de janeiro de 1940) é um contrabaixista e compositor alemão. Começou a gravar na década 1960, lançou seu primeiro álbum, The Colours of Chloë (ECM, 1042), como líder em seu próprio nome, em 1973. Além de sua carreira como músico, ele também trabalhou por muitos anos como um diretor de teatro e televisão.

## Discografia

### Como líder
- The Colours of Chloë (1973)
- Yellow Fields (1975)
- The Following Morning (1976)
- Silent Feet (1977)
- Fluid Rustle (1978)
- Little Movements (1980)
- Later That Evening (1982)
- Chorus (1984)
- Orchestra (1988)
- Pendulum (1993)
- Endless Days (2001)
- Stages of a Long Journey (2007)
- Résumé (2012)

## Compilação
- Works (1985)
- Selected Recordings (2004)
- Colours (2010) (reedição de 'Yellow Fields', 'Silent Feet' e 'Little Movements')